# Hatherton (Staffordshire)
Hatherton – wieś i civil parish w Anglii, w Staffordshire, w dystrykcie South Staffordshire. W 2011 civil parish liczyła 601 mieszkańców. Hatherton jest wspomniana w Domesday Book (1086) jako Hargedone. W obszar civil parish wchodzi także Calf Heath.